# Richie Benaud
Richard „Richie” Benaud OBE (ur. 6 października 1930 w Penrith, zm. 10 kwietnia 2015 w Sydney) – australijski krykiecista, były reprezentant Australii, jeden z najlepszych leg spinerów w historii krykieta. Jeden z najważniejszych i najbardziej wpływowych krykiecistów od zakończenia II wojny światowej.
W 1961 otrzymał Order Imperium Brytyjskiego za zasługi dla krykieta.
Był pierwszym all-rounderem który zdobył 200 wicketów i 2000 runów (tzw. „all-rounder double”). Grał w 63 testach z czego w 28 jako kapitan drużyny.
Po zakończeniu kariery sportowej Benaud został komentatorem sportowym, jest jednym z najbardziej lubianych komentatorów krykieta na świecie. Znany jest z powodu eleganckiego akcentu i bardzo suchego, sarkastycznego poczucia humoru. Jego szczególnie znanym powiedzeniem jest wymawiane w bardzo charakterystyczny sposób marvelous („fenomenalne”), w ten sposób podkreśla on często szczególnie interesujący moment meczu.
Jest autorem szeregu książek o krykiecie, najważniejsze z nich to:
- My Spin on Cricket
- Anything But
- Benaud on Reflection
- Spin Me a Spinner